# Xavier Cambres
Pour les articles homonymes, voir Cambres (homonymie).
Pas d'image ? Cliquez ici

a Compétitions nationales et continentales officielles uniquement.

Dernière mise à jour le 19 mars 2021.
Xavier Cambres, né le 11 juin 1974 à Chambéry et mort le 16 septembre 2015 à Mouxy, est un joueur français de rugby à XV évoluant au poste d'ailier.

## Biographie
Durant sa période grenobloise, Xavier Cambres gagne un titre de champion de France Reichel en 1992 et intègre l'équipe première du club dès la saison suivante sous l’ère des « Mammouths de Grenoble » et se voit privé du titre de champion de France en 1993, défait 14 à 11 par le Castres olympique dans des conditions rocambolesques.
L'année suivante, le club alpin atteint les demi-finales du championnat de France 1993-1994, défait 22 à 15 par l’ AS Montferrand.
Le 11 novembre 1998, il joue avec les Barbarians français contre l'Argentine à Bourgoin-Jallieu. Les Baa-Baas s'imposent 38 à 30.
En 2014, il entame sa reconversion en tant que moniteur de tennis et valide son diplôme d'état avec la Ligue du Lyonnais de Tennis, affilié au club de Divonne-Les-Bains. Il devait commencer son premier contrat en tant que moniteur titulaire dans la région gessienne (01), en novembre 2015.[réf. nécessaire]
Il est retrouvé mort le mercredi 16 septembre 2015 au pied de la falaise du Mont Revard sur les hauteurs d'Aix-les-Bains.

## Palmarès

### Avec Grenoble
- Coupe Frantz-Reichel :
  - Champion (1) : 1992
- Championnat de France de première division :
  - Vice-champion (1) : 1993
  - Demi-finaliste (1) : 1994

### Avec Brive
- Challenge européen :
  - Demi-finaliste (1) : 1999
- Coupe de France :
  - Finaliste (1) : 2000

### En sélection
- International universitaire